# Moves like Jagger
Singles de Maroon 5
Never Gonna Leave This Bed
(2011) Payphone
(2012)
Singles par Christina Aguilera
Show Me How You Burlesque
(2010) Your Body
(2012)
Moves like Jagger est une chanson du groupe américain Maroon 5 avec la participation de Christina Aguilera. Il est sorti en téléchargement numérique le 21 juin 2011, le même jour que la performance live de la chanson dans l'émission The Voice aux États-Unis. Moves Like Jagger devient le premier top 1 de Maroon 5 depuis Makes Me Wonder en 2007 et le premier top 10 d'Aguilera depuis Keeps Gettin' Better en 2008. La chanson est nommée dans la catégorie « Meilleure Collaboration » au  Hot 100. Le 17 août 2011, il atteint le sommet des classements canadiens, néo-zélandais… Avec Moves Like Jagger, Aguilera obtient son 5e no 1 du Billboard Hot 100 aux États-Unis. Le single s'est écoulé à 8,5 millions d'exemplaires dans le monde (media traffic).

## Composition
La chanson a été écrite par Adam Levine de Maroon 5, Shellback, Benjamin Levin, Ammar Malik et produite par Shellback et Benny Blanco. Le texte fait référence à la capacité d'un homme d'impressionner une femme de ses mouvements de danse, qu'il compare à ceux du chanteur des Rolling Stones Mick Jagger. Elle a des éléments disco-pop, électro-pop, rock et soul. Robbie Daw d'Idolator a écrit que, Moves Like Jagger répercute légèrement le classique Miss You des Rolling Stones qui était en tête des charts en 1978 et en supplément que "la voix de Adam Levine est déformé via l'Auto-Tune sur le chœur." Sur une mélodie de sifflement et des cordes de guitare légères et funky. La chanson est reprise dans Just Dance 4 .

## Critiques
Bill Lamb d'About.com a fait une critique positive en lui donnant 4,5 points sur 5 ; il écrit : « le sifflement, la mélodie conduite est légère et irrésistiblement funky. Le chant de l'invité punchy est simplement la cerise sur le gâteau. Il y a une vraie alchimie vocale entre Aguilera et Levine ». Bill Lamb a appelé la chanson « une chanson d'été remarquable » en écrivant que « c'est léger, dansable et semblerait super dans une voiture ». Robbie Daw d'Idolator a écrit : « Levine chante sur plus deux minutes et seulement 30 secondes de chant pour Xtina, mais une fois qu'elle chante, elle ravit immédiatement celui qui écoute ». Il conclut en écrivant que « ceci est la meilleure chose de ces deux artistes depuis des années ». En nommant la chanson « un concurrent à la chanson de l'été 2011 ». 
James Dinh de MTV Newsroom a écrit que Adam Levine et Christina Aguilera ont tourné leur rivalité amicale sur la NBC "The Voice", dans une certaine alchimie de studio". Scott Schelter de Pop Crush attribue à la chanson une note de 4,5 sur 5. Schelter a appelé la chanson "dansable et amusante" et a écrit que "la chanson aurait été super même sans Aguilera, mais son apparition ardente la rend beaucoup mieux". Robert Copsey a écrit pour Digital Spy : "prenez-moi par la langue et je vous connaîtrai / Embrasse moi avant que vous ne soyez ivres et je vous montrerai," l'Annonce insiste sur une ligne de basse funky, claquement de doigts et un crochet de sifflement irrésistible. "Si je partage mon secret / Vous allez devoir le garder," dit Xtina sur son camée court, doux, sucré et parfaitement formé".

## Clip vidéo
La vidéo musicale de "Moves Like Jagger" a été dirigée par Jonas Åkerlund et filmée à Los Angeles, en Californie le 8 juillet 2011,. Le 9 juillet, Aguilera a posté une image d'elle tiré de la vidéo via Twitter, en énonçant; "Il a créé la sensation parfaite pour la chanson. Attendez-vous à une vidéo amusante". L'image a montré Aguilera exécutant avec un orchestre devant un drapeau américain. Quatre images de Levine ont été aussi mises en ligne, le même jour. Des images de la vidéo sont sorties en ligne le 11 juillet, montrant Levine et Aguilera devant un fond à thème Américain et Britannique avec des confettis tombant du plafond. Une Autre image a montré Aguilera devant un fond noir avec son nom "Christina" en rose. Le chanteur de Rolling Stones fera une apparition dans la vidéo "via des images d'archives." Le clip présente de nombreux sosies de Mick Jagger mais aussi Adam Levine torse nu et de Christina Aguilera dans un style très rétro. Le clip sort le 9 août 2011 et a fait son avant-première pendant l'émission E! News.

### Inspiration
Pour Levine et les membres du groupe, la chanson et la vidéo sont un hommage d'une nouvelle génération à la légende du rock. "Nous avons eu assez de chance pour obtenir l'approbation de Mick, autant que lui nous donnant l'accès à une bande de séquences différentes, c'est si cool." "Peu de personnes, particulièrement la nouvelle génération du public ne connait pas comment Mick Jagger était incroyable."

### Résumé
Le directeur Jonas Åkerlund ouvre la vidéo avec la séquence noire et blanche du théâtre, les éclairages, assemblages, équipes de travail et l'équipement théâtral ainsi que les dépenses supplémentaires aux costumes. Ceci est suivi par la séquence classique de Jagger, et il y a partout une quantité de sosies de Jagger dansant jusqu'à un microphone central, entrelacé avec la séquence d'archives de Jagger lui-même et ceux de James Valentine, Jesse Carmichael, Michael Madden et Matt Flynn se balançant sur leurs instruments. Adam Levine occupe finalement une place centrale pour commencer et chante avec un pantalon et des tatouages colorés.

### Réception
Becky Bain a écrit pour Idolator que "Adam Levine porte un pot entier d'encre sur son torse supérieur au lieu d'une chemise et Christina Aguilera applique une bouteille entière de mascara autour de ses yeux". Huffington a fait des remarques: "Nous n'avons pas été sûrs que Levine et Aguilera pourraient le faire comme Mick, mais, personne ne peut jamais toucher l'original. Le mieux qu'ils peuvent faire est d'essayer d'imiter la grandeur de Jagger - et Levine et Aguilera ont fait un travail assez solide.

## Performance Live
La première de Moves Like Jagger s'est faite le 21 juin, sur le plateau de The Voice; un spectacle de compétitions et de talents sur lequel, tant Aguilera que le chanteur de Maroon 5 sont entraîneurs (coaches). Maroon 5 interprétera le titre deux nouvelles fois sans Christina Aguilera: à l'émission America's Got Talent et dans le Today Show. Le 20 novembre 2011, Maroon 5 et Christina ont de nouveau chanté Moves Like Jagger, à la célèbre cérémonie des American Music Awards.

## Liste des pistes
- Téléchargement numérique
- Moves Like Jagger (featuring Christina Aguilera) – 3:21

- CD single

1. "Moves Like Jagger (featuring Christina Aguilera) – 3:21
2. "Moves Like Jagger (featuring Christina Aguilera) (Soul Seekerz Radio Edit) – 3:25

## Classement
| Classement (2011)                            | Meilleure position |
| -------------------------------------------- | ------------------ |
| Allemagne (Media Control AG)                 | 2                  |
| Australie (ARIA)                             | 2                  |
| Autriche (Ö3 Austria Top 40)                 | 1                  |
| Belgique (Flandre Ultratop 50 Singles)       | 4                  |
| Belgique (Wallonie Ultratop 50 Singles)      | 4                  |
| Canada (Canadian Hot 100)                    | 1                  |
| Croatie (Airplay Radio Chart)                | 1                  |
| Estonie (Eesti Top 40)                       | 1                  |
| Danemark (Tracklisten)                       | 1                  |
| Écosse (OCC)                                 | 1                  |
| Espagne (PROMUSICAE)                         | 3                  |
| États-Unis (Billboard Hot 100)               | 1                  |
| États-Unis (Billboard Adult Pop Songs)       | 1                  |
| États-Unis (Billboard Hot Dance Club Songs), | 9                  |
| États-Unis (Billboard Latin Pop Songs),      | 3                  |
| États-Unis (Billboard Latin Songs),          | 8                  |
| États-Unis (Billboard Pop Songs)             | 1                  |
| États-Unis (Billboard Adult Contemporary)    | 7                  |
| Finlande (Suomen virallinen lista)           | 1                  |
| France (SNEP)                                | 3                  |
| Grèce (Top 200 Airplay)                      | 1                  |
| Hongrie (Rádiós Top 40)                      | 1                  |
| Irlande (IRMA)                               | 1                  |
| Italie (FIMI)                                | 2                  |
| Israël (Media Forest)                        | 1                  |
| Japon (Japan Hot 100)                        | 30                 |
| Mexique (Monitor Latino)                     | 9                  |
| Nouvelle-Zélande (RMNZ)                      | 1                  |
| Norvège (VG-lista)                           | 1                  |
| Pays-Bas (Nederlandse Top 40)                | 1                  |
| Pays-Bas (Single Top 100)                    | 2                  |
| Pologne (ZPAV)                               | 1                  |
| Tchéquie (IFPI Rádio)                        | 2                  |
| Russie (EMI)                                 | 1                  |
| Slovaquie (IFPI Rádio)                       | 1                  |
| Corée du Sud (GAON)                          | 1                  |
| Suède (Sverigetopplistan)                    | 1                  |
| Suisse (Schweizer Hitparade)                 | 5                  |
| Royaume-Uni (UK Singles Chart)               | 2                  |
| Venezuela (Record Report)                    | 1                  |

## Certifications
Australie certification : 9x  Platine
 Belgique certification :  Or
 Canada certification : 7x  Platine
 Danemark certification : 2x  Platine
 Allemagne certification :  Platine
 Italie certification : 2x  Platine
 Nouvelle-Zélande certification : 3x  Platine
 Espagne certification :  Platine
 Suède certification : 5x  Platine
 Finlande certification :  Platine
 Suisse certification :  Platine
 Royaume-Uni certification :  Platine
 États-Unis certification : 6x  Platine
| Pays          | Certifications |         |
| ------------- | -------------- | ------- |
| France (SNEP) | Or             | 150 000 |